# Isachne vitiensis
Isachne vitiensis är en gräsart som beskrevs av Alfred Barton Rendle. Isachne vitiensis ingår i släktet Isachne och familjen gräs. Inga underarter finns listade i Catalogue of Life.